# Zaštita od požara
Zaštita od požara obuhvaća skup aktivnosti čiji je cilj smanjenje rizika nastanka požara, odnosno brzo i kvalitetno gašenje požara ako do istog dođe. 
Pri tome je potrebno osigurati ispravno funkcioniranje sustava za detekciju i dojavu požara te sustava za gašenje požara. Potrebno je definirati sve radnje koje je potrebno poduzeti u slučaju nastanka požara. 
Kod pravnih osoba poslodavac je obavezan izraditi planove evakuacije i spašavanja, upoznati sve zaposlenike s navedenim planovima te provoditi redovite vježbe evakuacije. Potrebno je odrediti i osposobiti osobe zadužene za provođenje evakuacije. Vježbe evakuacije potrebno je provoditi najmanje jednom u dvije godine. Prema Zakonu o zaštiti od požara svaki zaposlenik mora biti osposobljen za početno gašenje požara u trajanju od osam sati kako bi se osigurala učinkovita zaštita pučanstva i imovine ugroženih požarom.